# دوري كوستاريكا لكرة القدم 2005-06
دوري كوستاريكا لكرة القدم 2005-06 (بالإسبانية: Campeonato de Fútbol de Costa Rica 2005-2006) هو موسم من دوري كوستاريكا لكرة القدم. أقيم خلال الفترة 30 يوليو 2005 وحتى 22 أبريل 2006، وكان عدد الأندية المشاركة فيه 12، وفاز فيه ديبورتيفو سابريسا.